# Mołnia 8K78-0
Mołnia 8K78-0 – zerowy stopnień (dopalacz stopnia głównego Mołnia 8K78-1) radzieckich rakiet nośnych Mołnia 8K78, gdzie montowany był po 4 sztuki, wokół członu pierwszego. W ciągu 5 lat użytkowania, zużyto ok. 105 sztuk tych członów.